# Всесвітня лютеранська федерація
Всесвітня лютеранська федерація (англ. Lutheran World Federation) або ВЛФ (LWF) — найбільше глобальне об'єднання національних і регіональних лютеранських церков, зі штаб-квартирою в Женеві, Швейцарія.

## Історія, віровчення і структура
Федерація була заснована в шведському місті Лунд е після Другої світової війни в 1947 рік у, щоб скоординувати дії багатьох різних лютеранських церков. З 1984 року церкви-члени знаходяться між собою в «спілкуванні кафедри і вівтаря».
В даний час ВЛФ включає 148 церков-учасників в 99 країнах світу, що представляють 66.7 мільйонів лютеран. Державні церкви Ісландії, Данії, Норвегії, і Фінляндії і колишня державна Церква Швеції, також є її членами. ВЛФ діє від імені її членів в області спільних інтересів, наприклад, екуменічний і міжцерковне спілкування, богослов'я, гуманітарне співробітництво, права людини, комунікація та різні аспекти місіонерської роботи.
Відділ всесвітнього служіння (англ. Department for World Service) (DWS) — гуманітарне агентство ВЛФ. Воно проводить програми в 37 країнах.
31 жовтня 1999 року в Аугсбурзі (Німеччина) ВЛФ підписала об'єднану декларацію щодо доктрини виправдання з Римо-католицькою церквою. У ній заявляється, що церкви намагаються звузити теологічні відмінності між цими двома віровчення. Декларація також заявляє, що взаємні засудження XVI століття між лютеранами і католиками не застосовуються.
Необхідно зауважити, що ВЛФ — це об'єднання ліберальних церков. У багатьох з членів ВЛФ існує інститут жіночого пасторства, в деяких благословляють одностатеві союзи. Велика частина консервативних лютеран об'єднано в альтернативну церковну асоціацію — Міжнародний лютеранський рада.
Найбільші за кількістю прихожан Церкви — (з числом членів в мільйонах; дані на 2006 рік):
1. Церква Швеції (6.9)
2. Євангельська лютеранська церква в Америці (4.9)
3. Євангелічно-лютеранська церква Фінляндії (4.6)
4. Церква Данського Народу (4.5)
5. Ефіопська євангельська церква Мекане Йесус (4.5)
6. Церква Норвегії (3.9)
7. Протестантська християнська церква батаков, Індонезія (3.8)
8. Євангелічно-лютеранська церква Танзанії (3.5)
9. Протестантська лютеранська церква Ганновера, Німеччина (3.0)
10. Малагасійська лютеранська церква (3.0)
11. Латвійська євангельсько-лютеранська церква

В Росії і СНД в ВЛФ входять лютеранські деномінації, складові ЕЛКРАС, а також лютеранська церква з фінським корінням ЕЛЦІ.